# Oxysychus chappuisi
Oxysychus chappuisi är en stekelart som först beskrevs av Jean Risbec 1955.  Oxysychus chappuisi ingår i släktet Oxysychus och familjen puppglanssteklar. Inga underarter finns listade i Catalogue of Life.